# Mezarkabul
I Mezarkabul (nel paese d'origine conosciuti come Pentagram, traduzione dal turco all'inglese) sono un gruppo heavy metal turco, formatosi nel 1987.

## Formazione

### Formazione attuale
- Tarkan Gözübüyük - basso
- Cenk Ünnü - batteria
- Metin Türkcan - chitarra (ex-Disgrace)
- Gökalp Ergen - voce (2010-presente)

### Ex componenti
- Hakan Utangaç - chitarra, voce (1987-1991)

## Discografia

### Album in studio
- 1990 - Pentagram
- 1992 - Trail Blazer
- 1997 - Anatolia
- 2001 - Unspoken
- 2002 - Bir

### Demo
- 1991 - Live at the Trail

### Album dal vivo
- 1997 - Popçular Dışarı
- 2008 - 1987

### DVD
- 1987 - 1987

### Singoli
- 2011 - Wasteland